# Huosiinen
Huosiinen är en sjö i kommunen Nyslott i landskapet Södra Savolax i Finland. Arean är 41 hektar och strandlinjen är 4,71 kilometer lång. Sjön  ingår i Vuoksens huvudavrinningsområde.   Den ligger omkring 110 kilometer öster om S:t Michel och omkring 310 kilometer nordöst om Helsingfors. 